# Altscheid
Altscheid – miejscowość i gmina w Niemczech, położona w kraju związkowym Nadrenia-Palatynat, w powiecie Eifel Bitburg-Prüm, wchodzi w skład gminy związkowej Südeifel. Do 30 czerwca 2014 wchodziła w skład gminy związkowej Neuerburg. Leży przy granicy niemiecko-luksemburskiej. Liczy 92 mieszkańców (2009).

## Historia
W 1330 w miejscowości powstała kaplica. W protokołach wizytacyjnych z 1570 stwierdzono, że była to wolna kaplica wikariuszowska, w 1654 kaplica stała się kościołem parafialnym. Kościół został powiększony o zachodnią nawę w 1886. W 1991 wybudowana została plebania, rok później kościół został odnowiony.

## Demografia
| - 1815 – 90 - 1835 – 105 - 1871 – 155 - 1905 – 147 - 1939 – 162 - 1950 – 144 - 1961 – 144 - 1965 – 142 - 1970 – 138 |  | - 1975 – 143 - 1980 – 133 - 1985 – 140 - 1987 – 120 - 1990 – 111 - 1995 – 97 - 2000 – 92 - 2005 – 94 |

## Polityka
Rada gminy liczy sześciu członków oraz wójta który jest przewodniczącym.

## Zabytki i atrakcje
- kościół parafialny pw. św. Macieja (St. Matthias) z 1330
- dom przy ulicy Hauptstraße 24 z 1784